# Stora Aldringen
Stora Aldringen är en sjö i Hudiksvalls kommun i Hälsingland och ingår i Delångersåns huvudavrinningsområde. Sjön är 10,7 meter djup, har en yta på 0,231 kvadratkilometer och befinner sig 216,1 meter över havet.

## Delavrinningsområde
Stora Aldringen ingår i det delavrinningsområde (687302-153767) som SMHI kallar för Mynnar i Brickabäcken. Medelhöjden är 226 meter över havet och ytan är 2,82 kvadratkilometer. Det finns inga avrinningsområden uppströms utan avrinningsområdet är högsta punkten. Vattendraget som avvattnar avrinningsområdet har biflödesordning 3, vilket innebär att vattnet flödar genom totalt 3 vattendrag innan det når havet efter 70 kilometer. Avrinningsområdet består mestadels av skog (74 procent). Avrinningsområdet har 0,42 kvadratkilometer vattenytor vilket ger det en sjöprocent på 15,1 procent.